# Neshez
Neshez (arabe : نشاز), qui signifie « dissonance » ou « cacophonie » en arabe, est un trio belgo-germano-franco-tunisien formé en 1994 à Tunis par le oudiste et percussionniste Skander Bouassida, le guitariste Heykal Guiza et le contrebassiste Jean Dalmayrac. Il compte plus d'une centaine de titres à son actif, encore jamais commercialisés, mais dont les copies circulent dans les milieux underground et branchés de la capitale ainsi que sur leur site web.
Le trio se proclame comme un « laboratoire d'idées musico-poétiques de groove arabo-berbéro-andalou » travaillant de façon alternative et gratuite sur une nouvelle idée de la musique tunisienne mais aussi sur des domaines tels que la poésie arabe, le cinéma tunisien, la politique ou la religion. Issus de couples mixtes plutôt aisés, Bouassida (chirurgien tuniso-allemand) et Guiza vivent en Allemagne, Dalmayrac vivant quant à lui en France.
Leur musique mêle guitares, basse, percussions et oud et se situe au croisement des influences de la pop, de la soul, du rock, du reggae, du ragga et du malouf.
La plupart de leurs morceaux, évoquant la justice, la liberté et l'égalité, sont en tunisien, une « touche anticonformiste, briseuse de carcans, et aux antipodes de la variété, qui fait que notre musique parle aux gens » selon Bouassida. Il s'agit pour Guiza de se réapproprier le patrimoine classique « en le mettant au goût du jour afin qu'il interpelle davantage les jeunes ».
Le trio se fait connaître en composant le générique du film VHS Kahloucha, Io sono Tunisino, qui sort sur les écrans en 2007. Avec les royalties du film, il signe avec un label allemand afin de produire leur premier album, Best of Neshez, prévu pour la fin 2008 en Tunisie, en France et en Allemagne mais aussi online.
Dans le cadre du Festival du film tunisien organisé à Paris en 2008, Neshez donne deux concerts publics avec le groupe ZeMeKeN les 13 et 15 mars au cinéma L'Archipel.